# Gelbe Schleife

Gelbe Schleife

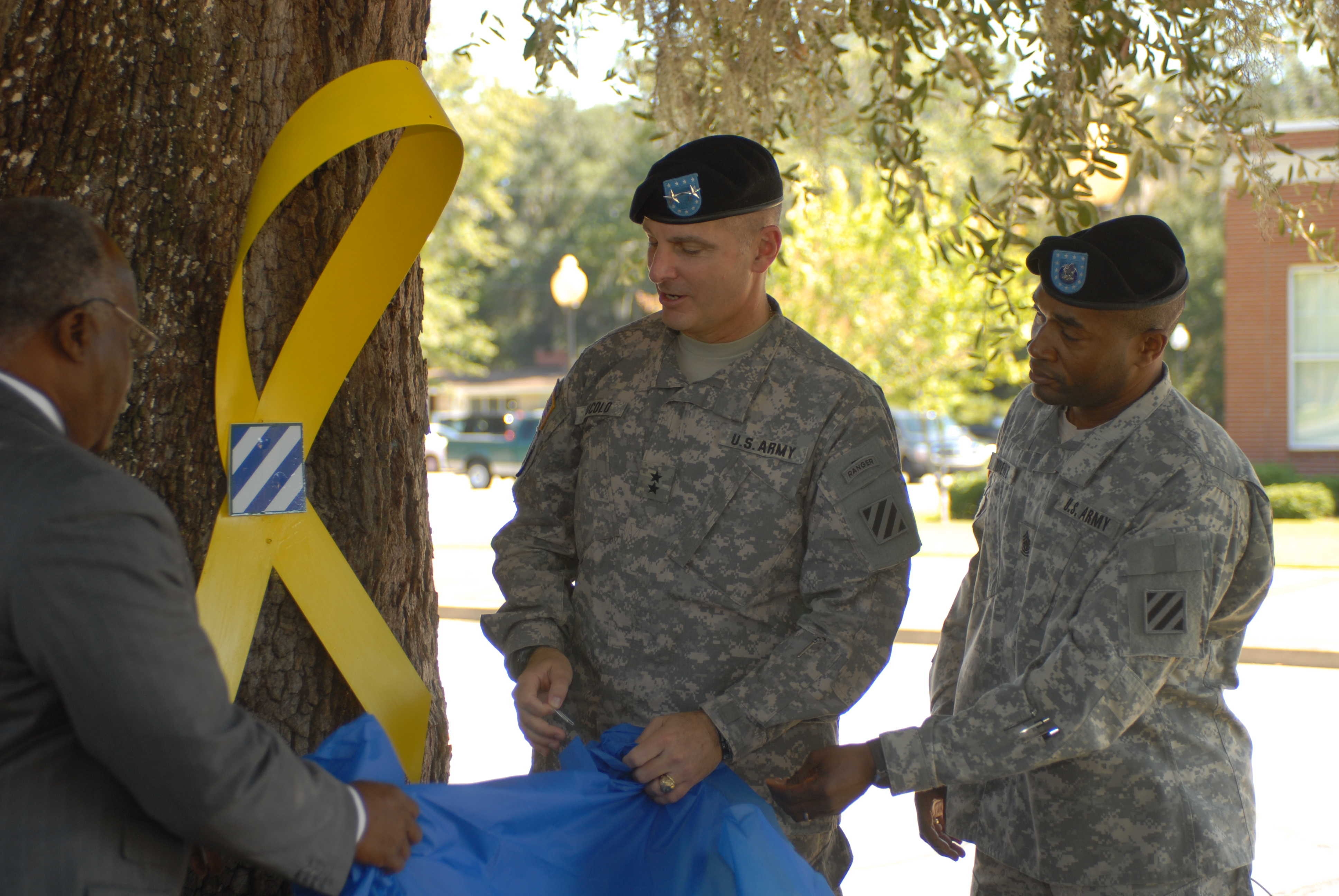
Gelbe Schleife in einer Kaserne als Solidaritätsbekundung mit Soldaten im Auslandseinsatz

Die Gelbe Schleife ist als Awareness Ribbon ein Symbol für Solidarität und Unterstützung. Oft wird es als Zeichen der Unterstützung von Militärangehörigen oder politischen Gefangenen genutzt. In Deutschland ist die Verwendung und das Verständnis des Symbols weniger verbreitet als in den USA.

## Beispiele für die Verwendung
- 1917 wurde von George A. Norton in den USA das Lied Round Her Neck She Wears a Yeller Ribbon veröffentlicht.[1] Das Lied handelt von der Liebe zwischen Susie Simpkins und ihrem Geliebten und Soldaten Silas Hubbard:

 'Round her neck she wears a yeller ribbon,
She wears it in winter and the summer so they say,
If you ask her "Why the decoration?"
She'll say "It's fur my lover who is fur, fur away."
- 1973 erschien der erfolgreiche Pop-Song Tie a Yellow Ribbon Round the Ole Oak Tree, in dem ein Strafgefangener, bevor er nach drei Jahren in seine Heimat zurückkehrt, seiner Liebsten schreibt, sie möge ein gelbes Band um den alten Eichbaum in der Stadt binden, damit er schon vom Bus aus sehen könne, ob sie ihn immer noch liebt, und er ansonsten gleich weiterfahren könne; bei seiner Ankunft ist der Baum dann über und über mit Schleifen bedeckt.
- 1980/81 wurde die Gelbe Schleife während der Geiselnahme von Teheran und zur Begrüßung der heimkehrenden amerikanischen Geiseln verwendet. Am 10. Dezember 1979 druckte die Washington Post zwei Artikel, in denen erörtert wurde, dass man für die Geiseln die Kirchenglocken läuten oder Kerzen anzünden könne. Weiter hieß es, Penelope („Penne“) Laingen, Ehefrau des US-Geschäftsträgers in Teheran Bruce Laingen, der dort am 4. November 1979 mit 65 weiteren Geiseln festgesetzt worden war, habe „ein gelbes Band um den alten Eichbaum gebunden“ und schlage das auch anderen als Möglichkeit vor. Später gründeten Angehörige der Geiseln die Family Liaison Action Group (FLAG) und machten die gelbe Schleife zu ihrem Symbol.[2]
- Im Jahre 1986 wurde die gelbe Schleife Symbol der EDSA-Revolution auf den Philippinen.[3] Der frühere philippinische Präsident Benigno Aquino III. trug zur Erinnerung daran die gelbe Schleife auf seinem Aufschlag.[4]
- Im Golfkrieg 1990/91 drückte sie dann die Verbundenheit der Vereinigten Staaten mit ihren fern der Heimat kämpfenden Truppen aus.
- Nach den Terroranschlägen in New York vom 11. September wurde um ca. 11 Uhr die Operation Yellow Ribbon gestartet. Dabei wurden alle Flüge mit Ziel USA, die über den Atlantik flogen, nach Kanada umgeleitet.
- Auch in Deutschland wird die Gelbe Schleife für die öffentliche Bekundung von Solidarität und Unterstützung mit Bundeswehrsoldaten im Auslandseinsatz benutzt.[5][6]
- Mitte 2012 wurde im rheinischen Braunkohlerevier die Aktion „Das gelbe Band“ gestartet, die ein Zeichen der Verbundenheit mit den Grubenrand-Dörfern setzen soll.
- In Deutschland wird die gelbe Schleife (meist "Gelbes Band" genannt) verwendet, um Bäume zu kennzeichnen, deren Früchte jeder ernten darf.[7]
- Die Schleife soll auf die chronische Erkrankung Endometriose aufmerksam machen.[8][9]
- In Deutschland kann das Symbol auch als Solidaritätsbekundung mit politischen Gefangenen oder Krebspatienten getragen werden und wird oft nicht eindeutig verstanden.[10]
- In Spanien wird das gelbe Band seit Oktober 2017 als Symbol der Unterstützung für inhaftierte katalanische Minister (Oriol Junqueras, Raül Romeva, Dolors Bassa, Meritxell Borràs, Carles Mundó, Joaquim Forn, Josep Rull, Jordi Turull)[11][12] und Aktivisten (Jordi Cuixart und Jordi Sànchez)[13] verwendet, die im Zuge der Katalonien-Krise des Tatbestandes „Rebellion“, Aufruhr und Veruntreuung öffentlicher Mittel angeklagt wurden, von Unabhängigkeits-Anhängern aber als politische Gefangene betrachtet werden. Einige international bekannte Persönlichkeiten wie der Ex-Trainer des FC Barcelona, Pep Guardiola, wurden mit der Schleife gesehen.[14] In der Folge kam es zum massenhaften Anbringung gelber Schleifen an öffentlichen Einrichtungen durch Unabhängigkeits-Befürworter.
- In Südkorea bekundet man mit der gelben Schleife Unterstützung und Solidarität mit den Opfern der Sewol-Katastrophe.[15]
- 2024 findet die gelbe Schleife Verwendung als Zeichen der Verbundenheit mit den Opfern des Terrorangriffs der Hamas auf Israel 2023 am 7. Oktober 2023 und den Geiseln, die von der Hamas festgehalten werden.

## Weitere Schleifen
- Rote Schleife – AIDS
- Rosa Schleife – Brustkrebs
- Weiße Schleife – Männerbewegung
- Schwarze Schleife – Trauer
- Übersicht über Solidaritätsschleifen